# Governatore generale dell'Australia
Il governatore generale del Commonwealth di Australia è il rappresentante in Australia della monarchia britannica.
Il primo governatore generale fu John Hope, nominato nel 1901, ex governatore dello Stato di Victoria, che come primo atto nominò Edmund Barton primo ministro.
Dal 1º luglio 2024 a ricoprire la carica è Sam Mostyn.

## Funzioni e poteri
Egli esercita il potere esecutivo del Commonwealth, nomina gli ambasciatori, i ministri, incluso il premier, i giudici, firma le leggi in assenza del regnante, indice le elezioni, presiede il consiglio esecutivo federale ed è il comandante in capo delle forze armate. In realtà, tranne qualche eccezione, i poteri del governatore sono poco più che onorifici e sono regolati dalla Costituzione Australiana e dalla convenzione di Westminster. Formalmente è il governatore generale a nominare il premier ma in realtà egli si limita a ratificare il risultato elettorale e la scelta del partito di maggioranza. Infatti quasi sempre il primo ministro è anche il leader del partito vincitore delle elezioni anche se nella storia australiana vi sono stati casi di premier che erano espressione del Partito Nazionale, il vecchio Partito Liberale Agrario, il quale è il partner di minoranza della coalizione conservatrice. Anche in questi casi il capo dello stato si è limitato a prendere atto dell'indicazione che gli veniva data dalla maggioranza parlamentare.
Nel novembre del 1975 si è verificato l'unico caso di un effettivo esercizio da parte del governatore del potere discrezionale che la Costituzione formalmente gli assegna, ma che la prassi gli ha sempre negato: in quell'anno il premier laburista Gough Whitlam, a dispetto delle difficoltà che la maggioranza conservatrice al Senato ha causato al suo governo, non ha chiesto al governatore generale, John Kerr, di sciogliere il parlamento e di indire nuove elezioni. A questo punto John Kerr, con una decisione che ha suscitato vivaci polemiche, ha destituito il premier e il governo, conferendo l'incarico di formare il nuovo governo al capo dell'opposizione liberal-conservatrice Malcolm Fraser, che, anche se godeva di una leggera maggioranza al Senato, era invece pesantemente minoritario alla Camera. Questo episodio non si è ripetuto nella storia australiana, e i poteri del governatore generale sono immediatamente tornati puramente formali.
Sul piano cerimoniale il rappresentante della monarchia ha un ruolo importante; egli apre le conferenze, attende ai servizi e alle commemorazioni e alle premiazioni delle personalità che meglio hanno illustrato la comunità.

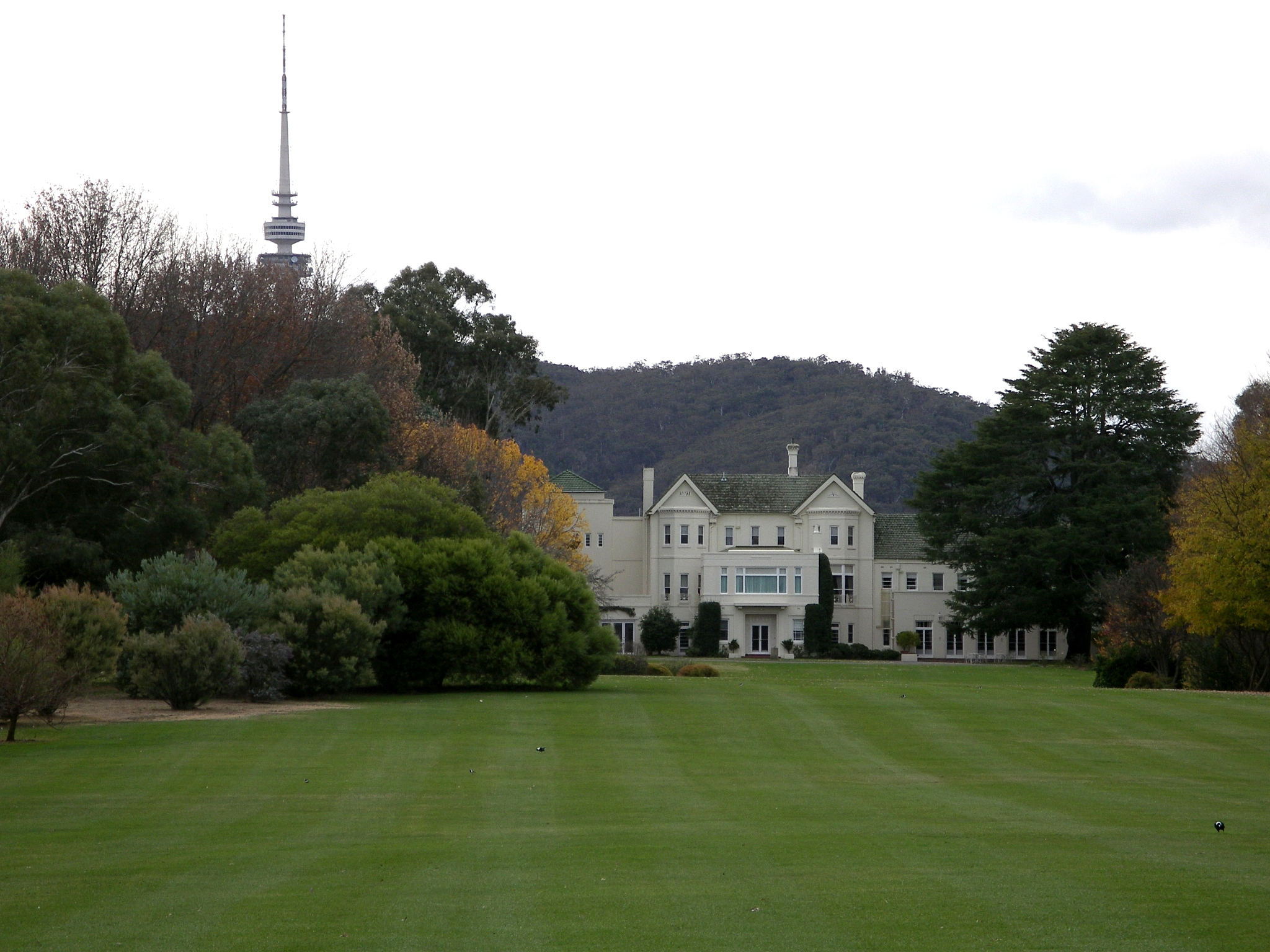
La residenza ufficiale del governatore a Canberra

La residenza ufficiale del governatore generale è la Government House a Canberra, mentre la seconda residenza è la Casa dell'Ammiragliato a Sydney.

## Nomina
Ufficialmente il governatore generale è nominato dal Sovrano del Regno Unito, ma in pratica quest'ultimo si limita a ratificare il candidato che gli viene proposto dal premier.
Precisamente è dal 1930, anno nel quale il primo ministro James Scullin impose la candidatura di Isaac Isaacs a Giorgio V, contrario a nominare un cittadino nato in Australia, che la nomina del governatore generale è una prerogativa del primo ministro.
Dal giorno della designazione sino alla ratifica formale del regnante il titolo è governatore generale designato.
Dopo aver ricevuto il decreto di nomina, il nuovo governatore generale presta giuramento di fedeltà al Sovrano e il giuramento d'Ufficio, di solito durante una cerimonia nell'aula del Senato federale e nelle mani del Presidente della Corte Suprema australiana, ed emette un proclama nel quale dichiara di assumere i poteri di governatore generale.

## Origini dei governatori generali
I governatori generali di origine britannica (dal 1901 al 1965) sono o pari del regno o cavalieri mentre tra quelli di nascita australiana (dal 1931 al 1988), Lord Casey è un pari e tutti gli altri hanno il titolo di cavaliere. Tutti i governatori generali, tranne Bill Hayden sono membri del consiglio privato del Regno Unito.
Dei nove governatori australiani nominati dopo il 1965, Lord Casey, Paul Hasluck e Bill Hayden sono stati membri del parlamento federale, mentre John Kerr è stato il capo della Corte Suprema del Nuovo Galles del Sud; Ninian Stephen e William Deane sono passati direttamente dallo scranno di Giudice della Corte Suprema Australiana a quello di governatore mentre Zelman Cowen è stato vice cancelliere dell'Università del Queensland; Peter Hollingworth quando è stato nominato era il vescovo anglicano di Brisbane; e il maggior-generale Michael Jeffery è un ufficiale in congedo delle forze armate ed ex governatore dell'Australia Occidentale.
Con l'eccezione di Isaac Isaacs, Zelman Cowen, membri della comunità ebraica, e dell'ateo Bill Hayden, tutti i governatori australiani sono stati di fede cristiana.

## Emolumenti

Lo stendardo del governatore generale dell'Australia

Il mandato dei governatori dura cinque anni, e può essere rinnovato per un breve periodo.
Il loro salario è regolato dalla Costituzione, dalla quale viene fissato in 10 000,00 vecchie sterline australiane, a meno che il parlamento non decida di accrescerlo. Oggi la legge stabilisce per il governatore un salario più alto di quello percepito dal capo della corte suprema. 
Durante il mandato di Michael Jeffery lo stipendio annuo è stato elevato a 365 000 dollari australiani (poco più di 218.000 euro).